# Camoensia insignis
Camoensia insignis är en insektsart som beskrevs av Bolívar, I. 1882. Camoensia insignis ingår i släktet Camoensia och familjen Pyrgomorphidae.

## Underarter
Arten delas in i följande underarter:
- C. i. insignis
- C. i. sculpturata